# Coptomma marrisi
Coptomma marrisi là một loài bọ cánh cứng trong họ Cerambycidae.